# 毛里塔尼亚国旗
毛里塔尼亞國旗(阿拉伯语：علم موريتانيا) 是一面底部綠色，上、下两条红色条纹，中間黄色新月抱星圖案的国旗，原型最先由毛里塔尼亚建国总统莫克塔尔·乌尔德·达达赫提议采用，1959年3月22日写入毛里塔尼亚宪法草案，於1959年4月1日正式採用。
2016年毛里塔尼亚总统穆罕默德·乌尔德·阿卜杜勒-阿齐兹提出他的国旗修改方案，添加上、下两条红色条纹，象征缅怀为国家从法国殖民统治下解放而流血牺牲的战士们。2017年8月6日，此国旗修改提议获得毛里塔尼亚议会通过，并于10天后正式启用新国旗。
- 毛里塔尼亚前国旗（1959年4月1日-2017年8月15日）
- 毛里塔尼亚前总统旗（1959年4月1日-2017年8月15日）
- 毛里塔尼亚新版国旗设计图样
- 毛里塔尼亚现行国旗（2017年至今）

## 意义

### 法律依据
1991年7月12日的现行宪法规定：
国徽是一面绿底、一弯新月和一颗金星的旗帜——1991年7月12日，毛里塔尼亚宪法
与国徽不同的是，国旗的具体样式是指定的，而不仅仅是日后通过法律来指定。 不过，国旗的官方基础是1959年3月22 的早期宪法； 1960 年该国宣布独立时，国旗并未作任何修改。

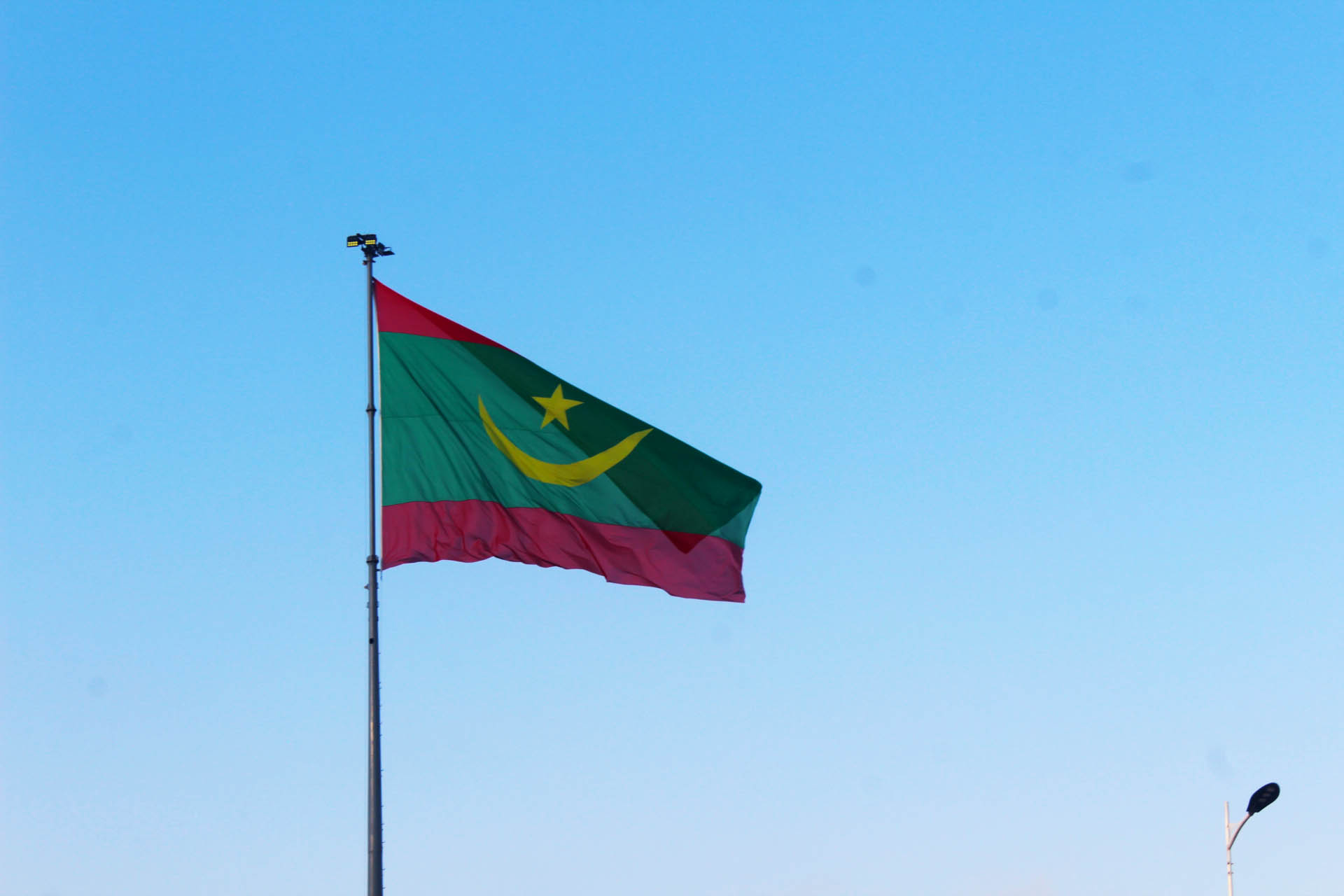
飘扬的新版毛里塔尼亚国旗

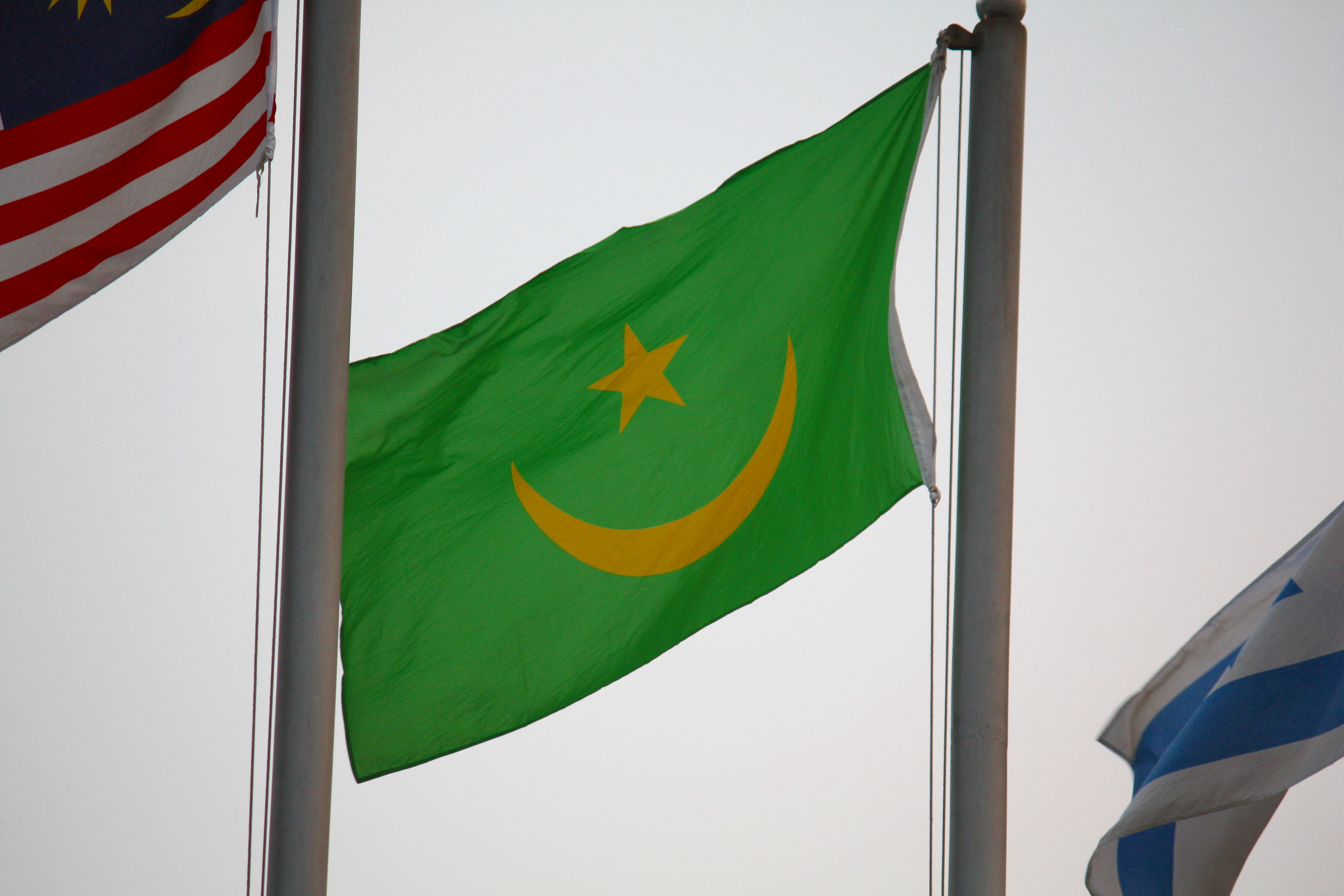
飘扬的旧版毛里塔尼亚国旗

绿、黄、红三色是典型的泛非色。而其中绿色也象征着伊斯兰教（有人认为绿色可能同时代表光明的未来和蓬勃生长的含义
），黄色同时象征着撒哈拉的茫茫沙海，红色则又象征着“毛里塔尼亚人民永远缅怀为保卫国家而付出的一切努力和流血牺牲”。新月与星标志着伊斯兰教的国教地位。

### 旗帜变体
虽然宪法修正案只提到了增加红色条带，但在2017年的变化和2020年发布的官方标准之间，官员们一直在使用不同旗帜的样式。

没有修改月牙或颜色的版本，在2017年的辩论中展示给国民议会中讨论。[9][10][11]
星星和月牙的颜色深浅和位置略有不同的版本[12]